# Borneói ködfoltos párduc

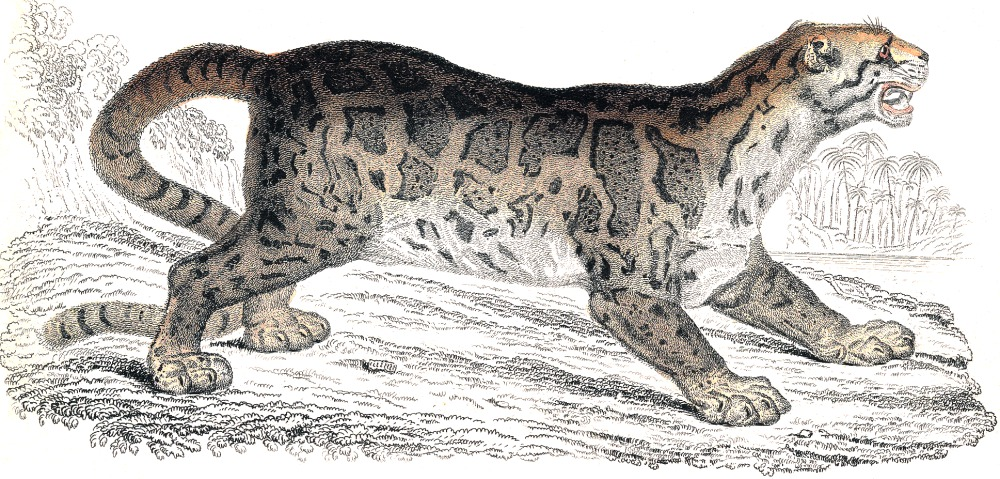
Ábra egy 1837-es természettudományos műből

A borneói ködfoltos párduc (Neofelis diardi) a ragadozók (Carnivora) rendjébe és a macskafélék (Felidae) családjába tartozó faj. A genetikai kutatások eredményei alapján úgy becsülik, hogy  fejlődési vonala mintegy 1,4 millió éve vált el a szárazföldi ködfoltos párductól (Neofelis nebulosa).
Tudományos nevét Pierre-Médard Diard francia természettudós után kapta.

## Előfordulása
Szumátra, Borneó és Batu szigetének trópusi esőerdeiben él. Korábban Jáva szigetén is élt, de onnan már az újkőkorszak idején kipusztult.

## Megjelenése
A borneói ködfoltos párduc közepes méretű macskaféle, 60–110 cm hosszú és 20–25 kg-ot nyom. Sárgásbarna, homokszínű bundáját jellegzetes, szabálytalan formájú, sötét szélű foltok díszítik. Alakjuk leginkább a felhőkéhez hasonlít. Ránézésre nagyon hasonlít rokonára, a ködfoltos párducra, ezért egészen 2006-ig úgy tartották, hogy annak egy alfaja. A borneói ködfoltos párduc bundája sötétebb a kontinensen élő fajénál. Szürkésbarna árnyalatú mintázatában sok a határozott körvonalú folt és pötty, hátán végigfut a dupla csík.
Mivel főképp fán élő állatokra vadászik, a borneói ködfoltos párduc kitűnően mászik. Rövid, rugalmas lábai, nagy mancsai és éles karmai nagyszerűen alkalmazkodtak ehhez az életmódhoz. Farka olyan hosszú, mint teste, ezzel egyensúlyoz az ágakon.

## Életmódja
Viselkedését szabadban még nem tanulmányozták részletesen, feltehetően megegyezik a ködfoltos párduccal. Ebből adódóan az erdős vidékeken él, a nyílt terepet és az emberek közelségét kerüli. Meglepő módon az ágak alján kapaszkodva is mászik, és lelógva, fejjel lefelé jön le a fatörzsekről.

## Természetvédelmi helyzete
Állományait még nem határozták meg pontosan. Becslések szerint Borneón 5000 és 11 000 közötti egyedszámú populációja élhet, Szumátrán 3000 és 7000 közötti.
Élőhelyeit leginkább az erdőirtás és az olajpálmaültetvények terjeszkedése veszélyezteti.